# هانز بيرلوهر
هانز بيرلوهر (بالألمانية: Hans Bernlöhr)‏ (18 يوليو 1907 – 25 يونيو 1991) هو ملاكم ألماني راحل، مثّل بلاده في الألعاب الأولمبية الصيفية 1932.

## روابط خارجية
هانز بيرلوهر على موقع أوليمبيديا (الإنجليزية)